# Jurva Point
Der Jurva Point (in Chile Punta Reyes) ist eine Landspitze am Ende einer Halbinsel, die das südöstliche Ende der Renaud-Insel im Archipel der Biscoe-Inseln westlich der Antarktischen Halbinsel.
Die Landspitze ist erstmals auf argentinischen Landkarten aus dem Jahr 1957 verzeichnet. Das UK Antarctic Place-Names Committee benannte sie 1959 nach dem finnischen Ozeanographen Risto Jurva (1888–1953), einem Pionier der Erforschung des Meereises. Namensgeber der chilenischen Benennung ist Carlos Reyes G., Kapitän des Schiffs Lautaro bei der 5. Chilenischen Antarktisexpedition (1950–1951).